# Chaetodontoplus duboulayi
Chaetodontoplus duboulayi es una especie de pez perteneciente a la familia Pomacanthidae.
Su nombre común en inglés es Scribbled angelfish, o pez ángel garabateado. Es una especie generalmente común, con poblaciones estables dentro de su rango de distribución.

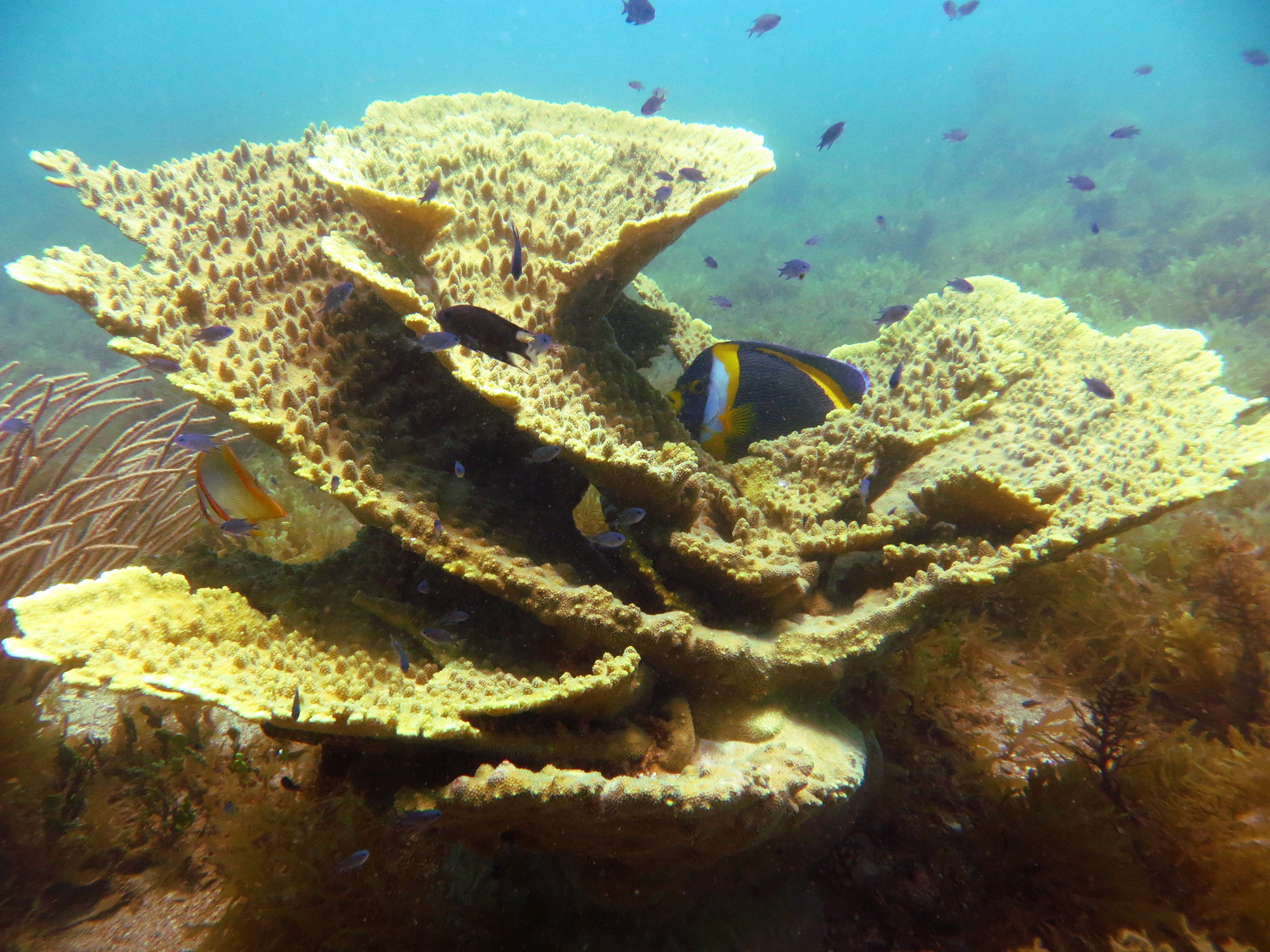
C. duboulayi en una colonia de Acropora (solitaryensis ?), a la izquierda Chelmon marginalis. En la región de Pilbara, oeste de Australia

## Morfología
Posee la morfología típica los miembros de la familia; cuerpo comprimido lateralmente y ovalado, de perfil cuadrangular con las aletas extendidas. La boca es pequeña, protráctil y situada en la parte inferior de la cabeza. 
Tiene 11 espinas y 22 radios blandos dorsales; 3 espinas y 21 radios blandos anales.
Su coloración base de la cabeza y el cuerpo es azul oscuro, con una larga franja amarilla vertical, unicada desde antes de la primera espina dorsal hasta las aletas pélvicas. Esta franja es blanco-azulado en su parte central y marginal próxima a la cabeza. Tiene otra banda amarilla que recorre la base de la aleta dorsal, hasta el pedúnculo caudal. La boca y el hocico son amarillos, y los ojos están contorneados también con una coloración amarilla. El cuerpo de los machos tiene numerosas y diminutas líneas onduladas azul claro (de ahí su nombre común en inglés), mientras que la hembra no las tiene. La aleta caudal es amarilla y tiene una fina línea azul claro, vertical y paralela al margen exterior. La aleta dorsal y la anal tienen una fina línea azul claro en el margen exterior, y una serie de líneas horizontales en un azul más oscuro. Las aletas pectorales son amarillas, con el margen exterior transparente.
Alcanza los 28 cm de largo.

## Hábitat y distribución
Asociado a arrecifes, es una especie no migratoria. Habita áreas de arrecifes costeros e interiores, con fondos de escombros o blandos, también en áreas abiertas con fondos rocosos, con corales y esponjas. Normalmente ocurre en parejas o pequeños grupos.
Su rango de profundidad está entre 5 y 20 m, aunque se reportan localizaciones hasta los 91 m de profundidad, y en un rango de temperatura entre 24.09 y 28.38 °C.
Se distribuye en el océano Indo-Pacífico, siendo especie nativa de Australia (Isla Lord Howe), Indonesia y Papúa Nueva Guinea.

## Alimentación
Es omnívoro. Se alimenta de esponjas, ascidias y algas bénticas.

## Reproducción
El dimorfismo sexual consiste en el patrón de líneas del cuerpo del macho, que la hembra no tiene.
Son ovíparos y de fertilización externa. El número de huevos expulsados en cada desove oscila entre 5.000 y 33.000. La incubación dura entre 24 y 25 horas después del desove y fertilización. Las larvas miden entre 2.40 y 2.63 mm de largo. El estadio larval dura entre 18 y 23 días.